# Альберто (тропічний шторм, 2024)
Тропічний шторм «Альберто» (англ. Tropical Storm Alberto) – великий але короткочасним тропічний шторм, який вплинув на частини Мексики, Техасу та Луїзіани в червні 2024 року. Перший названий шторм сезону атлантичних ураганів 2024 року, його утворення ознаменувало найпізніший початок сезону ураганів в Атлантиці з 2014 року.
Альберто досяг піку з тривалим вітром 50 миль/год (80 км/год), перш ніж досягти берега поблизу Тампіко, Тамауліпас. Незважаючи на свою слабкість, Альберто був надзвичайно широким, впливаючи на Техас, Луїзіану та північно-східну Мексику протягом усього свого життя. Чотири людини загинули в Нуево-Леоні через дощі: одна в Монтерреї, одна в Ель-Кармені і двоє в Альєнде. Ще одна людина загинула в Техасі через розривні струми. Загальний збиток оцінюється приблизно в 265 мільйонів доларів США.

## Метеорологічна історія

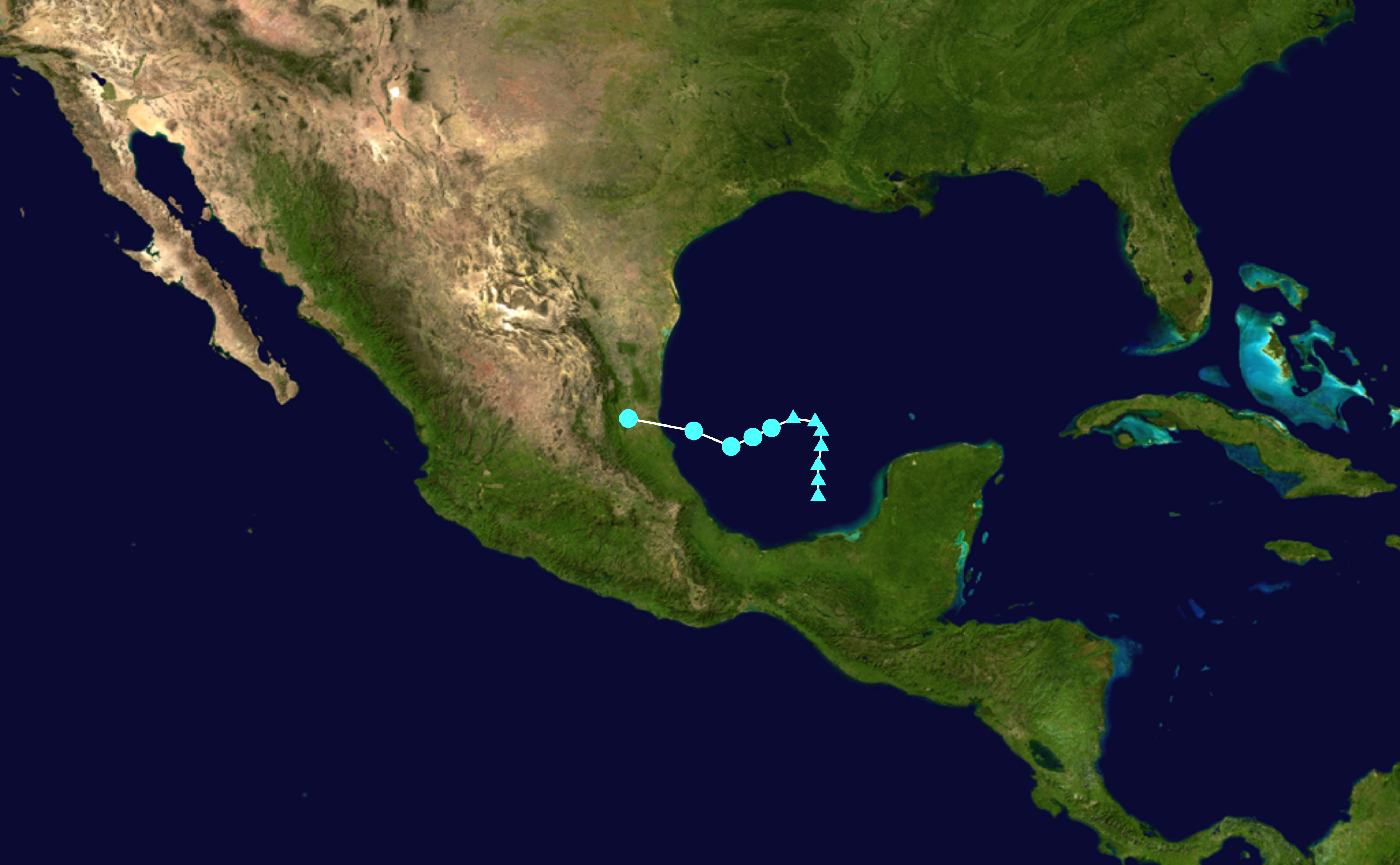
Карта шляху і інтенсивності Тропічного шторму Альберто за шкалою Саффіра-Сімпсона

12 червня Національний центр спостереження за ураганами зазначив, що над західною частиною Мексиканської затоки може сформуватися зона неспокійної погоди, яка, можливо, переросте в тропічний циклон. Через кілька днів, вранці 17 червня, над затокою Кампече утворилася зона низького тиску. Invest  91L , оскільки він виник біля півострова Юкатан, мінімум був породжений порушенням у Центральноамериканському круговороті. Хоча його грозова активність була розсіяною, почала рости краще організованою пізніше того ж дня і була позначена як потенційний тропічний циклон один.
Система повільно організувалася протягом наступних двох днів, коли вона наближалася до мексиканського узбережжя Мексики, переросла в тропічний шторм «Альберто» 19 червня. Альберто постійно посилювався протягом дня, зрештою досягнувши максимальної швидкості вітру 50 миль/год (85 км/год) і мінімальний центральний тиск 992 мбар (29,29 дюйма рт. ст.). Рано наступного ранку система досягла берега поблизу Тампіко, Тамауліпас, а через кілька годин ослабла до тропічної депресії всередині країни. Швидко слабшаючи, він розсіявся лише через дев’ять годин.

## Підготовка

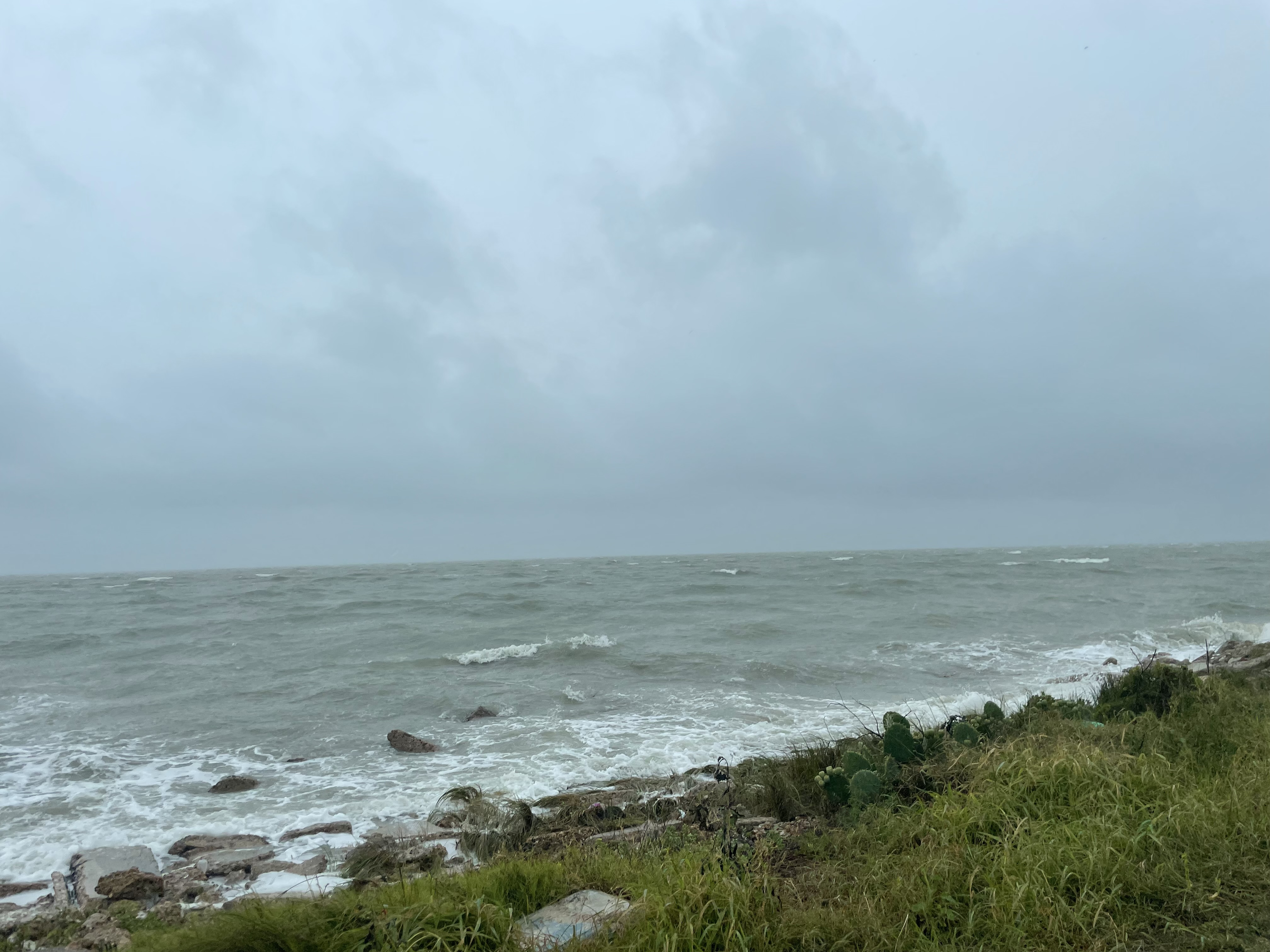
Вид на затоку Корпус-Крісті під час Альберто

Після визначення Альберто як потенційного тропічного циклону, о 21:00 за всесвітнім координованим часом 17 червня, попередження про тропічний шторм було видано з Порт-О'Конно, Техас, до Бока-де-Катан, Тамауліпас. Через дванадцять годин попередження за тропічним штормом було продовжено на південь до Пуерто-де-Альтаміра. О 21:00 UTC того дня попередження про тропічний шторм було розширено на північ до перевалу Сан-Луїс. О 15:00 UTC 19 червня попередження про тропічний шторм було розширено на південь до Теколутли. Ці попередження було припинено, оскільки Альберто перейшов углиб країни о 15:00 UTC 20 червня.
Були закриті порти в Тамауліпас, Веракрус, Кінтана-Роо, Табаско і Кампече. У Тамауліпасі було відкрито 333 притулки.
Губернатор Техасу Грег Ебботт оголосив стихійне лихо в 51 окрузі перед Альберто. Губернатор активував три взводи Національної гвардії Техасу, що складалися з 40 членів, 20 транспортних засобів і вертольотів Chinook. Заняття в Del Mar College були скасовані, а також літні заняття в Еліс and Орандж-Гроув. Регіональне транспортне управління Корпус-Крісті в координації з Американським Червоним Хрестом і пожежною частиною Корпус-Крісті запропонувало добровільну евакуацію в громадських автобусах на двох станціях збору. Пожежна служба Корпус-Крісті також запропонувала мешканцям покататися на човні із затоплених районів. Рейс American Airlines до Далласа та рейс United Airlines. до Х'юстона були затримані в міжнародному аеропорту Корпус-Крісті. Західний рейс компанії Amtrak Sunset Limited було скасовано між Новим Орлеаном, штат Луїзіана, та Сан-Антоніо, штат Техас. Відділення Армії порятунку в Макаллені відкрило свою будівлю як громадський притулок для надзвичайних ситуацій. Подвійні червоні прапори були підняті на пляжах в окрузі Бразорія, сигналізуючи про закриття пляжів для купання. Пляжі в окрузі Камерон також були закриті. Мішки з піском використовувалися для захисту невилупилися яєць морських черепах на острові Південний Падре від підвищення рівня води. Для деяких частин південно-східної Луїзіани було видано попередження про вітер.

## Наслідки

### Мексика
Сильні опади з Альберто призвели до чотирьох смертей, усі в Нуево-Леоні: одна людина загинулоа в Монтерреї через повінь річки Ла-Сілла, одна в Ель-Кармен і дві в Альєнде (останні три були непрямими смертями від ураження електричним струмом). Водосховища греблі в столичному районі Монтеррея отримали значну частину своєї потужності в результаті шторму. Дамба Ла-Бока в муніципалітеті Сантьяго відкрила свої шлюзи 20 червня, оскільки вона була заповнена на 104 %. Повінь також вимила частину ФРС. 40 між Монтерреєм і Сальтільйо, Коауїла. У Халапа-Енрикес 24 людини залишилися без даху над головою після того, як повінь призвела до руйнування трьох будівель. Збитки в Нуево-Леоні досягли 1 мільярда мексиканських доларів (53,7 мільйона доларів США). Однак дощі також були корисними для всього регіону та полегшили умови посухи.

### США

#### Техас

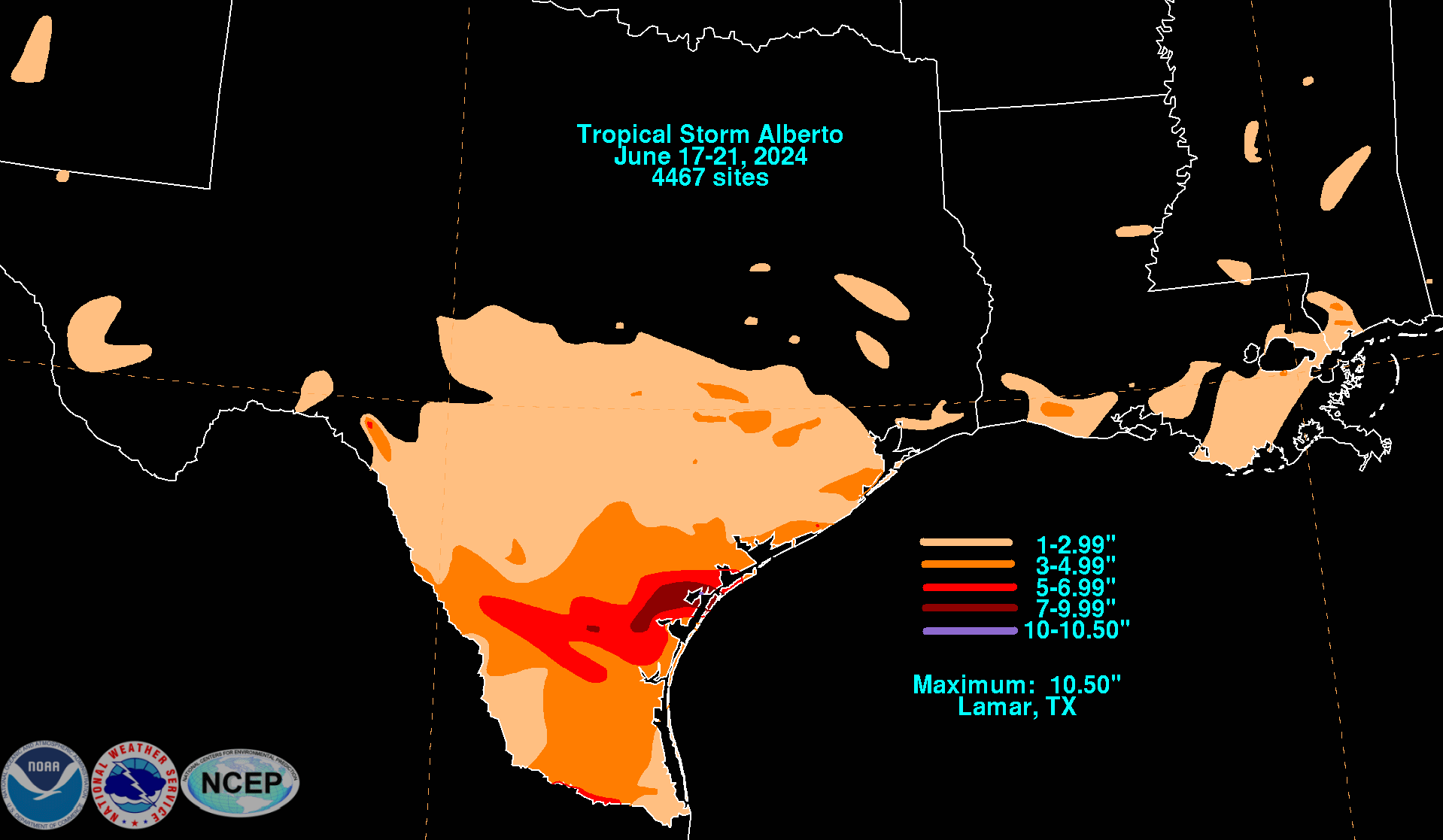
Мапа накопичення опадів у Техасі

Альберто викликав сильні опади над Техасом, переважно над південною частиною штату. Максимальна кількість опадів досягла 10,5 дюймів (267 мм) у Ламарі. Потужність вітру тропічного шторму вимірювали в кількох місцях Техасу. Постійний вітер зі швидкістю 54 милі на годину (87 км/год) спостерігався на морській метеостанції в Баффіновій затоці. Над сушею швидкість вітру 47 миль/год (76 км/год) спостерігалася на острові Падре в окрузі Клеберг. Посилення припливів також відбулося в Техасі, досягнувши піку на 4,05 футів (1,2 м) на перевалі Сан-Луїс. Штормовий нагін у Галвестоні сягнув висоти 4 футів (1,2 м), ставши сьомим найвищим рівнем води в місті за всю історію спостережень.

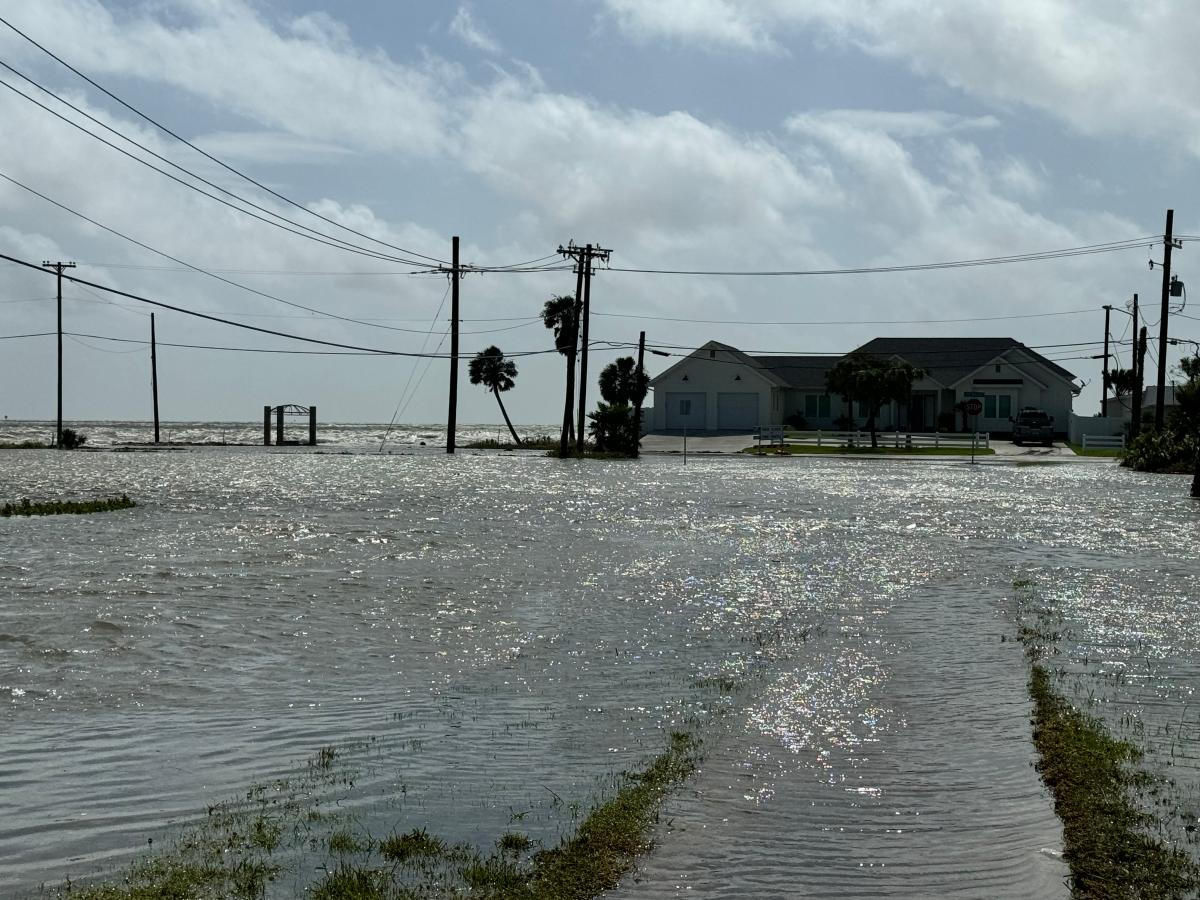
Повінь через у Фултоні, Техас

Альберто приніс значні опади в район Галвестона, що призвело до затоплення прісною водою. Його вітри спричинили штормовий приплив заввишки 2–4 фути (0,6–1 м), який затопив прибережні території між Галвестоном і Фріпортом. Одна людина потонула в Галвестоні через розривну течію, спричинену штормом. На південь від нього, між Портлендом і Грегорі, US 181 тимчасово зупинили через обірвані лінії електропередач. Крім того, поблизу Порт-Еранзес державний парк Мустанг-Айленд було закрито на прибирання сміття, як і музей USS Lexington у Норт-Біч, Корпус-Крісті. Воронка, утворена штормом, дестабілізувала фундамент будинку на острові Падре. Кілька річок вийшли з берегів в окрузі Джим Веллс, що призвело до повені в громадах Еліс і Альфред. Крім того, торнадо EF1 торнадо утворився поблизу Беллвіля, завдавши певної шкоди майну на своєму шляху довжиною 2 милі (3,2 км), і два торнадо EF0 відбулися поблизу Рокпорту. Спочатку очікувалося, що Альберто полегшить трирічну посуху в Південному Техасі. Однак ґрунт поглинув більшу частину опадів, утворених штормом, дозволивши набагато меншій кількості стікати у водойми. Незважаючи на це, монітори посухи в цьому районі спостерігали підвищення рівня води на 5%. Збитки в Техасі оцінюються в 125 мільйонів доларів США.

#### В інших штатах
Через припливи, через шторм Альберто, деякі частини Луїзіани отримали попередження про прибережні повені. Припливи досягли максимального рівня 2,91 фута (0,89 м) на спостережній станції Freshwater Canal Lock. Дороги в парафіях Калькасьє, Камерон і Сент-Бернард були закриті через повінь. Пориви вітру тропічної штормової сили вразили частину Луїзіани, досягнувши максимуму в 41 миль/год (66 км/год) у регіональному аеропорту Лейк-Чарльз. Загальна кількість опадів до 4,69 дюйма (119,12 мм) спостерігалася в Catfish Point. Штормовий приплив також залишив непроїзними кілька доріг в окрузі Генкок, штат Міссісіпі. Подвійні червоні прапори були підняті на острові Дафін-Айленд, штат Алабама, попереджаючи відвідувачів пляжу не підходити до води. Хвилі заввишки до 5 футів (1,5 м) затопили бульвар Б’єнвіль.